# Leone Leone
Leone Leone (Syracuse, 16 juli 1888 – aldaar, 4 juli 1966) was een advocaat en fascistisch politicus in het koninkrijk Italië en de Italiaanse Sociale Republiek.

## Levensloop
Na zijn studie voor advocaat vocht hij als officier in de infanterie van het Koninklijk Italiaans Leger tijdens de Eerste Wereldoorlog. Hij behaalde twee medailles voor militaire verdienste. Na de oorlog werd hij lid van de fascistische partij van Benito Mussolini. In 1921 werd Leone benoemd tot partijsecretaris van de fascisten van Syracuse. Van 1924 tot 1929 was hij afgevaardigde in de Kamer in Rome. Tijdens het parlementair mandaat bekleedde hij bovendien het ambt van burgemeester van Syracuse van 1927 tot 1928. 

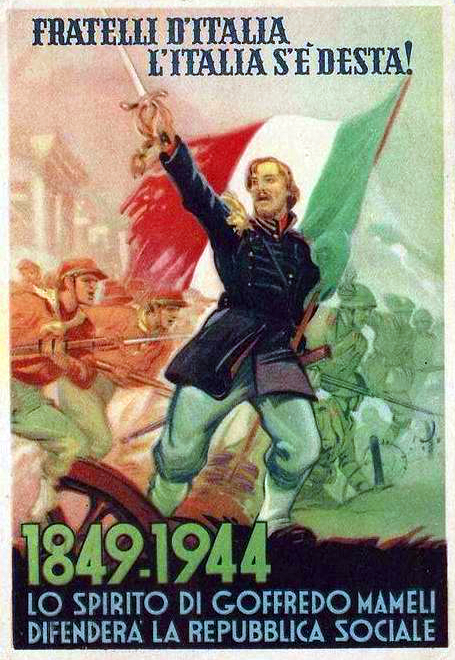
Propaganda in de Italiaanse Sociale Republiek

Na zijn parlementaire periode werd Leone consul-generaal van de militie der Zwarthemden op Sicilië. Hij maakte vervolgens carrière als ambtenaar. Van 1928 tot 1943 was Leone prefect in verschillende steden, zoals Pola in Italiaans-Kroatië, Foggia, Lucca, Pavia en Cagliari. Op het moment van de capitulatie van het koninkrijk Italië (1943) vluchtte hij met Mussolini naar het noorden, waar fascisten de Italiaanse Sociale Republiek oprichtten. Dit was een vazalstaat van Nazi-Duitsland. Leone was directeur-generaal van het luchtafweergeschut in de steden.
Na de oorlog en na de val van het koninkrijk Italië (1945) liep zijn politieke en ambtelijke carrière ten einde.